# جینت (پنسیلوانیا)
جینت (به انگلیسی: Jeannette) شهری در ایالت پنسیلوانیا کشور ایالات متحده آمریکا است که جمعیت آن در سرشماری سال ۲۰۱۰ میلادی، ۹٬۶۵۴ نفر بوده‌است.